# Liste der Biografien/Gorj
Liste der Biografien |
Portal Biografien |
Personensuche
# |
A |
B |
C |
D |
E |
F |
G |
H |
I |
J |
K |
L |
M |
N |
O |
P |
Q |
R |
S |
T |
U |
V |
W |
X |
Y |
Z |
?
 
Ga |
Gb |
Gc |
Gd |
Ge |
Gf |
Gh |
Gi |
Gj |
Gk |
Gl |
Gm |
Gn |
Go |
Gp |
Gq |
Gr |
Gs |
Gu |
Gv |
Gw |
Gy |
Gz
 
Goa |
Gob |
Goc |
God |
Goe |
Gof |
Gog |
Goh |
Goi |
Goj |
Gok |
Gol |
Gom |
Gon |
Goo |
Gop |
Gor |
Gos |
Got |
Gou |
Gov |
Gow |
Goy |
Goz
 
Gora |
Gorb |
Gorc |
Gord |
Gore |
Gorf |
Gorg |
Gorh |
Gori |
Gorj |
Gork |
Gorl |
Gorm |
Gorn |
Goro |
Gorp |
Gorr |
Gors |
Gort |
Goru |
Gorv |
Gory |
Gorz
Die Liste der Biografien führt alle Personen auf, die in der deutschsprachigen Wikipedia einen Artikel haben. Dieses ist eine Teilliste mit 14 Einträgen von Personen, deren Namen mit den Buchstaben „Gorj“ beginnt.

## Gorj

### Gorja
- Gorjainow, Alexei Michailowitsch (1858–1919), russischer Metallurg
- Gorjainow, Dmitri Wassiljewitsch (1914–1991), sowjetischer Kugelstoßer
- Gorjajew, Wladimir Michailowitsch (* 1939), russischer Leichtathlet
- Gorjanin, Alexander Borissowitsch (1941–2024), russischer Schriftsteller und Publizist
- Gorjaninow, Pawel Fjodorowitsch (1796–1866), russischer Botaniker
- Gorjanović-Kramberger, Dragutin (1856–1936), kroatischer Geologe und Paläontologe
- Gorjatschew, Dmitri Nikanorowitsch (1867–1949), russischer Mathematiker
- Gorjatschew, Sergei Wladimirowitsch (1970–2023), russischer Generalmajor
- Gorjatschewa, Irina Georgijewna (* 1947), sowjetisch-russische Physikerin und Hochschullehrerin
- Gorjatschewa, Swetlana Petrowna (* 1947), sowjetische bzw. russische Juristin und Politikerin
- Gorjatschkina, Alexandra Jurjewna (* 1998), russische SchachgroßmeisterinAlexandra Jurjewna Gorjatschkina (* 1998)

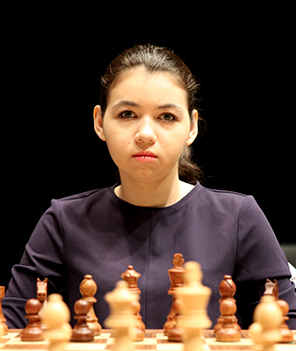
Alexandra Jurjewna Gorjatschkina (* 1998)

### Gorju
- Gorjunow, Sergei Kondratjewitsch (1899–1967), sowjetisch-russischer Generaloberst
- Gorjunowa, Nina Alexandrowna (1916–1971), russische Chemikerin und Hochschullehrerin
- Gorjunowa, Walentina Michailowna (* 1946), sowjetisch-russische Archäologin